# Kerrye Katz
Kerrye Katz, z domu Daniels (ur. 26 marca 1961 w Sydney) – australijska judoczka. Olimpijka z Seulu 1988, gdzie zajęła siódme miejsce w turnieju pokazowym. Walczyła w wadze średniej.
Siódma na mistrzostwach świata w 1987; uczestniczka zawodów w 1982, 1984 i 1986. Złota medalistka mistrzostw Oceanii w 1985 i brązowa w 1977. Mistrzyni Australii w latach 1980, 1982–1988, 1990 i 1993.
Jej synowie Joshua Katz i Nathan Katz, byli również judokami i olimpijczykami z Rio de Janeiro 2016 i Tokio 2020.

## Letnie Igrzyska Olimpijskie 1988
| Konkurencja | Eliminacje             | Klas. końcowa |
| Konkurencja | Przeciwnik I           | Miejsce       |
| ----------- | ---------------------- | ------------- |
| 66 kg       | Roswitha Hartl (AUT) P | 7.            |